# Provinz Ilo
Die Provinz Ilo liegt in der Region Moquegua im Süden von Peru. Die Provinz hat eine Fläche von 1381 km². Beim Zensus 2017 betrug die Einwohnerzahl 74.649. 10 Jahre zuvor lag sie bei 63.780. Verwaltungssitz ist Stadt Ilo.

## Geographische Lage
Die Provinz Ilo erstreckt sich entlang der Pazifikküste im Südwesten der Region Moquegua. Sie besitzt eine Längsausdehnung in NW-SO-Richtung von 65 km und reicht knapp 35 km ins Landesinnere. Die Provinz liegt in der wüstenhaften, ariden Küstenregion. Der Fluss Río Moquegua durchfließt die Provinz. Die Hauptstadt Ilo liegt an der Küste unweit der Flussmündung.
Die Provinz Ilo grenzt im Westen an die Region Arequipa, im Nordosten an die Provinz Mariscal Nieto sowie im Südosten an die Region Tacna.

## Verwaltungsgliederung
Die Provinz Ilo besteht aus den folgenden drei Distrikten. Der Distrikt Ilo ist Sitz der Provinzverwaltung.
| Distrikt      | Verwaltungssitz |
| ------------- | --------------- |
| El Algarrobal | El Algarrobal   |
| Ilo           | Ilo             |
| Pacocha       | Pueblo Nuevo    |